# Малтугел
Малтугел (каз. Малтүгел) — село в Аягозском районе Абайской области Казахстана. Входит в состав Тарбагатайского сельского округа. Код КАТО — 633487400.

## Население
В 1999 году население села составляло 253 человека (144 мужчины и 109 женщин). По данным переписи 2009 года, в селе проживали 283 человека (151 мужчина и 132 женщины).